# Шуні
Шуні — село в Лакському районі Дагестану.
У стародавні часи село утворилося з чотирьох аулів, розташованих в місцевостях Онтущалу, Еяшуниялу, Байкур та місце, де зараз Шуні, куди переселилися інші три.
Шуні називають селом вчителів.
У 1886 році в селі нараховувалося 55 дворів. В 1914 році тут мешкали 293 особи. В 1950-ті роки Було 63 двори та 191 мешканець.